# Legge Reguzzoni
La legge Reguzzoni è la legge n.55 dell'8 aprile 2010 che reca Disposizioni concerenti la commercializzazione di prodotti tessili, della pelletteria e della calzatura ed è un provvedimento di tutela del "Made in Italy" nei settori del tessile, dell'abbigliamento e dell'arredo ed interessa tutti i consumatori italiani.
Conosciuta anche come "legge Reguzzoni - Versace" o "legge Reguzzoni - Versace - Calearo", prende il nome dai deputati Marco Reguzzoni (Lega Nord), Santo Versace (Pdl) e Massimo Calearo (Pd) deputati primi firmatari della proposta di legge iniziale, proposta che ha visto la sottoscrizione di oltre 130 deputati di tutti gli schieramenti politici.

## Storia
Il sostegno unanime ha accompagnato il procedimento per tutto l'iter parlamentare, segnando alla Camera un quorum altissimo (546 voti a favore): le ragioni di tale sostegno bipartisan sono da ricercarsi nell'importanza del provvedimento che tocca 11 settori merceologici e coinvolge un milione di lavoratori, oltre all'appoggio di movimenti spontanei come quello dei "Contadini del Tessile" ed al sostegno di sindacati e organizzazioni di categoria.

## Contenuto
La legge 55/2010 introduce l'etichettatura obbligatoria e la tracciabilità dei prodotti tessili, della calzatura e della pelletteria, detta nuove norme e regole circa le caratteristiche di qualità che i prodotti devono avere per il rispetto della salute di chi li utilizza, prevede pene e sanzioni per le aziende che producono false dichiarazioni circa la tracciabilità delle fasi di lavorazione.
In particolare suddivide il processo di lavorazione di prodotti tessili, calzaturieri, conciari, di pelletteria e del settore dei divani in diverse fasi, che devono avere avuto luogo prevalentemente nel territorio nazionale e, nello specifico, se almeno due delle fasi di lavorazione per ciascun settore sono state eseguite nel territorio medesimo e se per le rimanenti fasi è verificabile la tracciabilità.

## Effetti
Gli effetti pratici della legge mirano sia ad un migliore e più corretta informazione al consumatore, sia ad una difesa della produzione manifatturiera.
Per alcuni aspetti relativi alle regole che sovrintendono la commercializzazione interna all'Unione europea dei prodotti destinati al consumatore finale, la legge Reguzzoni prevede un confronto con la UE nella fase di definizione dei decreti attuativi.
La legge Reguzzoni-Versace è incompatibile con il diritto comunitario (n. 518763 del 28 luglio 2010) e l'Agenzia delle dogane con propria nota n. 119919/RU del 22 settembre 2010, non considera applicabili le norme.